# Послание Иеремии
Посла́ние Иереми́и — в православии ветхозаветная библейская книга, отсутствующая в еврейской Библии (Танахе) и не входящая в Ветхий Завет в протестантизме, в католицизме представляет собой последнюю шестую главу книги Варуха. В Русской православной церкви относится к неканоническим книгам, в иудаизме и протестантизме — апокрифическим. В католицизме признано второканонической (богодухновенной), в православии  — небогодухновенной, но полезной и назидательной книгой.

## Описание
Текст послания — древнегреческий; оно отсутствует в Танахе, Пешитте, некоторых списках Септуагинты. Мнения православных библеистов XIX века относительно каноничности текста были различными — митрополит Макарий, В. А. Смарагдов, Д. П. Афанасьев считали его каноническим, тогда как митрополит Филарет Московский, митрополит Арсений Киевский и многие другие придерживались противоположной точки зрения. Архиепископ Русской Православной Церкви заграницей Нафанаил (Львов) (XX век) считал текст каноническим.
Уже в XIX веке выражались профессором Александром Павловичем Лопухиным обоснованные сомнения в том, что создателем текста был пророк Иеремия, считая, что послание написано неизвестным иудеем-эллинистом. Автор был знаком с фригийскими языческими культами, которые критикует в послании. Исследователи относят написание послания к промежутку от 317 года до н. э. до 100 года до н. э.
Ныне Послание Иеремии входит в канон Библии таких крупных Церквей как Эфиопская Православная Церковь.

## Содержание
Текст может быть разделён на четыре части:
- надписание (1 стих)
- вступление (2—6 стихи)
- главная часть — рассуждение о ничтожестве идолов и бессмысленности идолослужения (7—71 стихи)
- заключение (72 стих)

В книге иронически описывается создание идолов, их обслуживание, включающее удаление пыли, жрецы, получающие выгоду от всего этого. В итоге автор приходит к мысли о том, что достойные люди не станут заниматься столь суетным делом.